# Kőbán Rita
Kőbán Rita (Budapest, 1965. április 10. –) kétszeres olimpiai bajnok magyar kajakozó.

## Sportpályafutása

### 1977–1988
1977-ben kezdte a kajakozást a Ferencvárosi TC-ben. Nevelőedzője Kluka József volt. 1980-ban serdülő versenyzőként bronzérmes volt az IBV-n. 1980-ban szerezte meg első felnőtt magyar bajnoki érmeit. 1981-ben két bronzérmet ért el az ifi Eb-n és győzött az IBV-n. 1982-ben a Csepel SC-hez igazolt. 1983-ban ifi Európa-bajnok lett és az IBV-n is két aranyat szerzett. Első felnőtt világversenyen szerzett győzelmét 1985-ben ünnepelhette, amikor párosban világbajnoki ezüstérmes, négyesben pedig bronzérmes lett. Egy évvel később világbajnok volt négyes kajakban. 1987-ben vb-ezüstérmes volt négyesben, negyedik egyesben, ötödik párosban. Az 1988-as szöuli olimpián női kajak négyesben olimpiai ezüstérmet szerzett, Egyéniben negyedik volt. Ugyanebben az évben szerezte első egyéni aranyérmét a magyar bajnokságban.

### 1989–1992
1989-ben a vb-n egyesben 9., négyesben második, egyes 5000 méteren ötödik volt. Az év végén a magyar ranglistán első, a világranglistán harmadik volt. A következő évben ismét második volt a vb-n négyesben. 1990 év végén felmerült, hogy átigazol az Újpesti Dózsába. Végül maradt a Csepelben, de edzéseit az újpesti Rozsnyói Katalin irányította tovább. Az 1991-es vb-n második lett egyesben (első egyéni világbajnoki érme) és négyesben. 5000 méteren ötödik volt. Az 1992-es barcelonai olimpián Czigány Kingával, Dónusz Évával és Mészáros Erikával sikerült kajak négyesben olimpiai aranyérmet szereznie. Ugyanekkor egyesben ezüst, párosban pedig bronzérmet szerzett. A szezon világkupa pontversenyét megnyerte.

### 1993–1996
1993-ban a vb-n négyesben harmadik volt. Egyes 5000 méteren második lett. Az 1994-es világbajnokságon öt számban indult és három arany- és két ezüstérmet szerzett. Az év végén megválasztották az év magyar sportolónőjének. Ezután rövid ideig Ürögi László edzette, a nyugdíjba vonuló Fábiánné helyett, aki néhány hónap után újra az edzője lett. A vb-n a két egyéni aranyérme mellé szerzett négyesben egy bronzérmet 500, és egy hatodik helyezést 200 méteren. Az előolimpián egyesben második lett. Az atlantai olimpián egyesben aranyérmes, párosban negyedik lett. Ebben az évben nem indult az ob-n.

### 1997–2001
Az 1997-es szezont teljesen kihagyta. 1998-ban átszerződött az Újpesti TE együtteséhez. A szegedi vb-n három érmet és a páros 1000 méteren negyedik lett. Az év végén megnyerte a magyar ranglistát. 1999-ben az Európa-bajnokságon 200 méter egyesben lett második. A világbajnokságon négyesben két arany-, egyesben két bronzérmet nyert. Az előolimpián két aranyérmet ért el. 2000-ben az Eb-n három arany- és egy ezüstérmet nyert. Az ob-n izomhúzódást szenvedett, így csak egy számban végzett a dobogón. A 2000-es olimpiai játékokon a magyar csapat zászlóvivője volt, négyesben olimpiai ezüstérmet szerzett. Híressé vált a német négyes ellen elveszített döntő utáni nyilatkozata, mely szerint a három társnője nem bírta az iramot, ezért nem nyertek. Később elnézést kért a kijelentéséért. Egyesben hatodik lett. Az olimpia után a BSE színeiben versenyzett tovább.

## Visszavonulása után
Szakedzői diplomát szerzett a Testnevelési Főiskolán. 1997-ben a Sporttanács és a Mező Ferenc Közalapítvány kuratóriumának tagja, valamint a MOB sportolói bizottságának irányítója lett. 1999-ben részmunkaidőben marketing-menedzserként is dolgozott a sportolás mellett.
2000-ben a Budapesti Kereskedelmi és Iparkamara etikai bizottságának tagja lett. 2001-ben a Magyar Olimpiai Bizottság tagja, később elnökségi tagjává választották, mely posztot 2005-ig töltötte be. A MOB-ban a környezetvédelmi bizottságot vezette. Az egészséges táplálkozással foglalkozó könyvet írt és kampányt indított. A Magyar Rádióban vetélkedőt vezetett.
Rendszeresen sulkiba ül amatőr ügetőversenyeken. Az év végi Ügetőszilveszterek legeredményesebb versenyzője. Négy  alkalommal első (2003, 2007, 2012, 2013); háromszor a második (2005, 2006, 2008); egyszer a harmadik (2014) helyen végzett a Bubik István-, illetve a Zenthe Ferenc-emlékversenyeken. Évekig foglalkozott lótartással és versenyeztetéssel.
2013 májusától az MTK kajakedzője lett.

## Díjai, elismerései
- Kiváló ifjúsági sportoló (1982, 1983)
- Az év magyar kajakozónője (1984, 1987, 1991, 1992, 1994, 1995, 1996)
- Munka Érdemrend ezüst fokozata (1988)
- A Csepel SC év sportolónője (1991, 1993, 1994, 1995, 1996)
- A Magyar Köztársasági Érdemrend tisztikeresztje (1992)
- Az év magyar csapatának a tagja (1992)
- A Csepel SC örökös bajnoka (1994)
- Az év magyar sportolónője (1994, 1995)
- Az év magyar csapata, harmadik helyezett (1994)
- MOB Olimpiai aranygyűrű (1995)
- Csepel diszpolgára (1996)
- A Magyar Köztársasági Érdemrend középkeresztje (1996)
- Az év magyar sportolónője második helyezett (1996)
- Magyar Örökség díj (1999)
- Prima díj (2016)
- Csik Ferenc-díj (2020)[4]